# 30924 Imamura
30924 Imamura è un asteroide della fascia principale. Scoperto nel 1993, presenta un'orbita caratterizzata da un semiasse maggiore pari a 2,550884 UA e da un'eccentricità di 0,283574, inclinata di 13,325154° rispetto all'eclittica.